# 太陽の雫
『太陽の雫』（たいようのしずく、ハンガリー語原題 A napfény íze [ɒˈnɒpfe̝ːˌɲiːzɛ]「日光の味」、英語タイトル Sunshine「陽光」）は、1999年のオーストリア・カナダ・ドイツ・ハンガリーの歴史映画。
監督はサボー・イシュトヴァーン、出演はレイフ・ファインズとローズマリー・ハリスなど。
オーストリア=ハンガリー二重君主国時代から1956年のハンガリー動乱まで、3世代にわたるあるユダヤ人一族の物語である。
1999年9月に開催された第24回トロント国際映画祭でプレミア上映された。
なお、この項目ではハンガリー人は氏名を姓名の順で表記し、他の西洋人は名姓の順の表記するため、日本人以外の人名の姓の部分をゴシック体で表示している。

## キャスト
| 役名                                                                       | 俳優                                   | 日本語吹替 |
| -------------------------------------------------------------------------- | -------------------------------------- | ---------- |
| ゾンネンシェイン・イグナーツ/ショルシュ・アーダーム/ショルシュ・イヴァーン | レイフ・ファインズ                     | 津嘉山正種 |
| ショルシュ（ゾンネンシェイン）・ヴァレーリア（ヴァレリー） (晩年)          | ローズマリー・ハリス                   | 谷育子     |
| ゾンネンシェイン・ヴァレーリア（ヴァレリー） (若年)                        | ジェニファー・イーリー                 | 日野由利加 |
| グレータ                                                                   | レイチェル・ワイズ（ヴェイス・ラヘル） | 田中敦子   |
| ヴィップレル・ハンナ                                                       | モリー・パーカー                       | 沢海陽子   |
| コヴァーチ・カロラ（キャロル）                                             | デボラ・カーラ・アンガー               | 山像かおり |
| ゾンネンシェイン・グスターヴ（グスタフ） (若年)                            | ジェームズ・フレイン                   | 井上倫宏   |
| ショルシュ（ゾンネンシェイン）・グスターヴ（グスタフ） (晩年)              | ジョン・ネヴィル                       | 山野史人   |
| ショルシュ・イシュトヴァーン                                               | マーク・ストロング                     |            |
| クノル・アンドル（クノール）                                               | ウィリアム・ハート                     | 佐々木勝彦 |
| ゾンネンシェイン・ローズ                                                   | ミリアム・マーゴリーズ                 |            |
| 法務大臣                                                                   | ビル・パターソン                       |            |
| 老カトー                                                                   | テレーチク・マリ                       |            |
| ハックルネー（Mrs ハクル）                                                 | カーダール・フローラ                   |            |

## 作品の評価
Rotten Tomatoesによれば、65件の評論のうち高評価は74%にあたる48件で、平均点は10点満点中7.2点となっている。
Metacriticによれば、26件の評論のうち、高評価は21件、賛否混在は4件、低評価は1件で、平均点は100点満点中71点となっている。